# Pioggia d'estate (singolo)
Pioggia d'estate è un singolo del duo musicale italiano Paola & Chiara, pubblicato il 6 luglio 2010 come primo estratto dal settimo album in studio Milleluci.

## Descrizione
Il brano dà il titolo a un extended play pubblicato il 6 luglio 2010 esclusivamente in formato digitale. Pioggia d'estate è uscita anche in lingua spagnola dal titolo Lluvia en verano, destinata al mercato latino. 

## Video musicale
Il video musicale, diretto da Gaetano Morbioli è stato girato nel mese di luglio 2010 in provincia di Latina. Ha debuttato sui canali musicali televisivi il 2 agosto successivo. Per la versione in spagnolo del brano è stato anche girato un relativo videoclip.

## Tracce
Download digitale
1. Pioggia d'estate (Radio Edit) – 3:31

Digital EP
1. Pioggia d'estate (Radio Edit) – 3:34
2. Pioggia d'estate (Rash Incantation Remix Edit Version) – 3:30
3. Pioggia d'estate (Karmatronic Radio Remix) – 3:23
4. Pioggia d'estate (Unplugged Version) – 3:42
5. Pioggia d'estate (Paolo Aliberti Remix Edit) – 3:54
6. Pioggia d'estate (Rash Incantation Remix Extended Version) – 4:02
7. Pioggia d'estate (P@ssion Storm Remix DJ Mixandra) – 5:23

## Formazione
- Paola Iezzi - voce
- Chiara Iezzi - voce
- Francesco Gabbani - chitarra
- Gianni Bini - chitarra
- Michele Monestiroli - cori

## Classifiche
| Classifica (2010) | Posizione massima |
| ----------------- | ----------------- |
| Italia            | 26                |